# ブラ恋〜よせてあげてもズレてる二人〜
『ブラ恋〜よせてあげてもズレてる二人〜』（ぶらこいよせてあげてもズレてるふたり）は、餅月はるかによる日本の漫画作品。『ガンガンONLINE』のアプリ版（スクウェア・エニックス）にて、2023年9月20日より連載されている。

## あらすじ
高校時代に「貧乳に興味がない」と付き合っていた人から言われ、その悔しさをばねにバストアップし、SNSで多くのコメントを得ている萌加は勤め先の下着メーカーである日突然内部での異動を指示される。その先にいたのは、事務で人気が高いという男、一条だった。

## 登場人物
桜庭 萌加
本作の主人公。下着メーカーに勤務している。裏垢女子。
一条
有名なランジェリーデザイナー。

## 書誌情報
- 餅月はるか『ブラ恋〜よせてあげてもズレてる二人〜』スクウェア・エニックス〈ガンガンコミックスONLINE〉、既刊2巻（2024年11月12日現在）
  1. 2024年2月9日発行[3]（同日発売[2][4]）、ISBN 978-4-7575-9055-7。
  2. 2024年11月12日発売[5]、ISBN 978-4-7575-9476-0